# Ilsfeld
Ilsfeld település Németországban, azon belül Baden-Württembergben. Lakosainak száma 9851 fő (2023. december 31.).

## Népesség
A település népessége az elmúlt években az alábbi módon változott:
| Lakosok száma | 5650 | 9233 | 9419 | 9568 | 9657 | 9826 | 9851 |
|               | 1975 | 2015 | 2017 | 2019 | 2021 | 2022 | 2023 |